# Merceologia
A merceologia pode ser entendida como um estudo que leva em consideração a análise das características técnicas e comerciais de uma determinada mercadoria. 
Formalmente, divide-se em dois módulos: Módulo de Informações Técnicas e Módulo de Informações Comerciais, pelos quais se torna possível conhecer a mercadoria tanto técnica (sua identificação; suas características operacionais e usuais; seus insumos e matérias-primas utilizados; entre outros), como comercialmente (nomes usuais; canais de distribuição; comissões; preço internacional; entre outros).